# Paul Schneider (Pfarrer)
Paul Robert Schneider (* 29. August 1897 in Pferdsfeld; † 18. Juli 1939 im KZ Buchenwald) war ein deutscher evangelischer Pfarrer und Mitglied der Bekennenden Kirche. Er ist ein Opfer des Nationalsozialismus und wird der „Prediger von Buchenwald“ genannt.

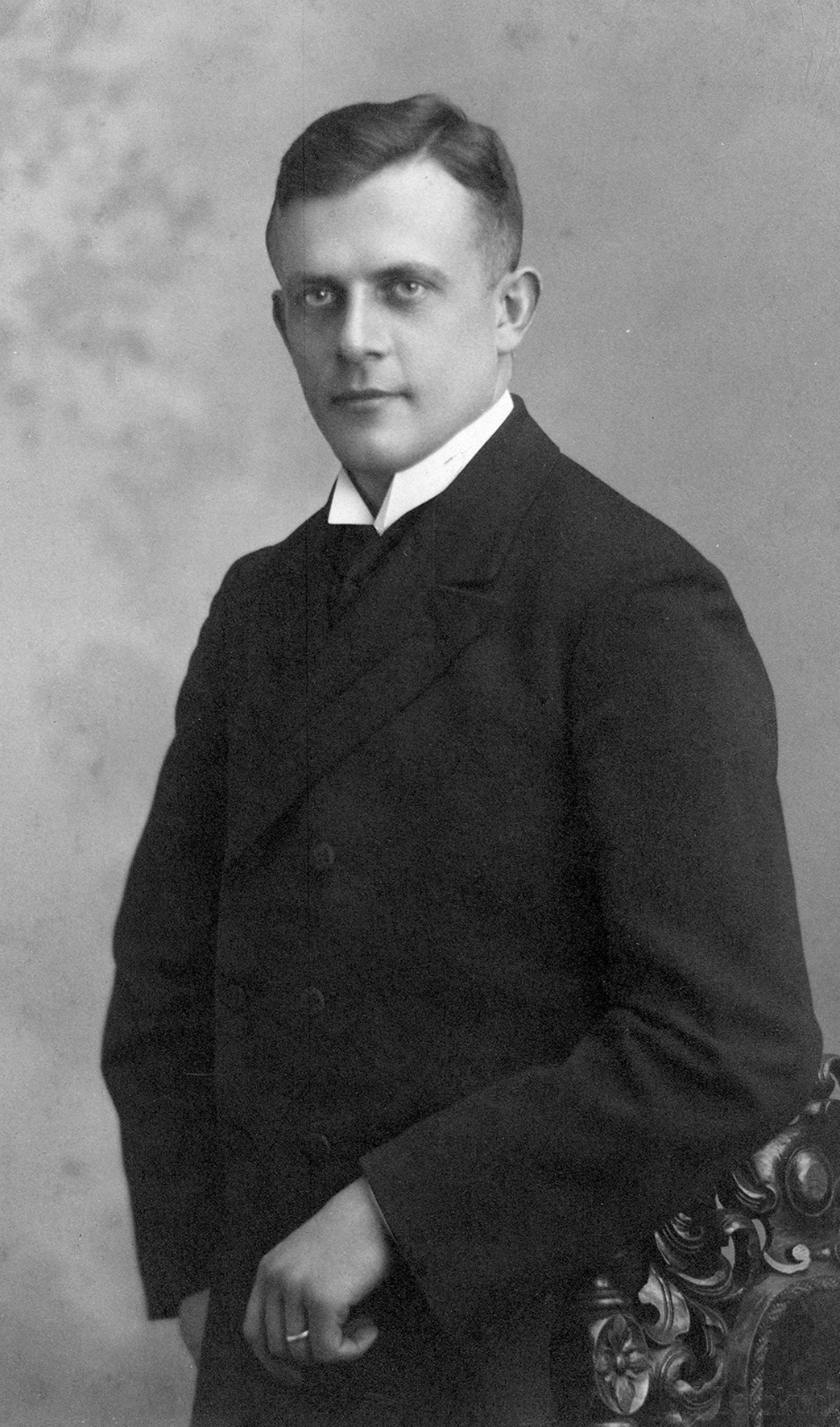
Paul Schneider als Hilfsprediger in Essen (1925)

## Leben

### 1897–1915: Kindheit und Jugend
Paul Schneider wurde als zweiter von drei Söhnen am 29. August 1897 in Pferdsfeld im Hunsrück geboren. Sein Vater Gustav-Adolf Schneider, ein reformierter Pfarrer der Evangelischen Landeskirche der älteren Provinzen Preußens, hatte 1888 Elisabeth Schnorr geheiratet und die Pfarrstelle in Pferdsfeld angetreten. Die ersten 13 Jahre seines Lebens verbrachte Schneider in der ländlichen Idylle des Hunsrück, bis sich sein Vater gezwungen sah, wegen zunehmender Arthritis seiner Frau an einen anderen Ort mit vermeintlich trockenerem Klima umzuziehen. Zu Ostern 1910 trat der Vater die Pfarrstelle der pfarramtlich verbundenen Kirchengemeinden Hochelheim (zu Hüttenberg) und Dornholzhausen (Großgemeinde Langgöns) an, einer ebenfalls ländlichen Gegend bei Wetzlar in Mittelhessen. Dennoch verschlechterte sich der Gesundheitszustand seiner Mutter zunehmend. Schneider wechselte vom Gymnasium in Bad Kreuznach nach Gießen. Kurz nach dem Ausbruch des Ersten Weltkrieges, am 8. September 1914, starb seine Mutter. Am 29. Juni 1915 bestand er das Notabitur.

### 1915–1918: Als Soldat im Weltkrieg
Gleich nach dem Abitur meldete sich Schneider freiwillig zum Kriegsdienst. Beim Eintritt in die Kaserne gab er als Berufswunsch Arzt an. Er kam im November 1915 an die Ostfront, wurde dort am 16. März 1916 verwundet und mit dem Eisernen Kreuz II. Klasse ausgezeichnet. Nach seiner Genesung wurde er wieder an die Front geschickt, diesmal nach Westen. Hier erlebte und überlebte er unter anderem die Schlacht um Verdun. 1918 wurde er zum Leutnant der Reserve ernannt.

### 1918–1926: Studium, Vikariat und Hilfsdienst

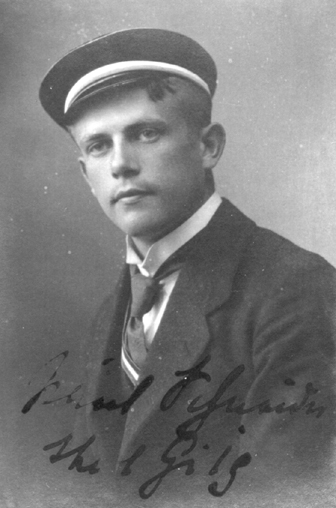
Paul Schneider als Student im Gießener Wingolf (1920)

Nach dem Ende des Krieges begann Schneider auf Wunsch des Vaters in Gießen Evangelische Theologie zu studieren. Er trat wie sein Vater dem Gießener Wingolf bei, einer christlichen, nicht-schlagenden Studentenverbindung. Seine Hoffnung, dass ihm die Mitgliedschaft gegen seine Neigung, sich zurückzuziehen, helfen und ihm seine gesellschaftliche Unsicherheit nehmen würde, erfüllte sich nicht. Seine Kritik an den Trinksitten des Marburger Wingolfs, dem er gleichfalls angehörte, führte nach einem Jahr zu seinem Austritt. Als Mitglied der Marburger Studentenverbindung nahm er an den Kämpfen und Unruhen in Thüringen teil. Schließlich nahm er 1921 die Mitgliedschaft im Gießener Wingolf wieder auf und behielt sie dann zeit seines Lebens. Das dritte Semester studierte er an der Philipps-Universität Marburg; anschließend ging er nach Tübingen, wo die Theologenausbildung noch eher konservativ geprägt war. Dies kam Schneider entgegen: Die liberale Theologie hatte ihn in große innere Konflikte gebracht. Besonders durch die Auseinandersetzung mit Adolf Schlatter erlebte er eine theologische Veränderung hin zu einer biblisch orientierten Theologie. Er zog nun bei der Pfarrersfamilie Dieterich in Weilheim (Tübingen) als Untermieter ein, später heiratete er dort deren jüngste Tochter, die am 8. Januar 1904 geborene Margarete Dieterich.
Am 29. August 1921 meldete Schneider sich beim Konsistorium der Rheinprovinz in Koblenz zum Ersten Theologischen Examen an. Nachdem er im Mai 1922 seine Prüfungen bestanden hatte, entschloss er sich zu einem Arbeitseinsatz am Hochofen in Stahlwerken in Aplerbeck und Hörde. Im September 1922 wohnte er wieder bei seinem Vater in Hochelheim und verlobte sich mit Margarete. Am 31. Oktober 1922 begann er seine praktische Ausbildung als Vikar, verbunden mit dem Eintritt ins Predigerseminar Soest. Nachdem Paul Schneider das Zweite Theologische Examen bestanden hatte, ging er nach Berlin, um bei der dortigen Stadtmission tätig zu sein. Dort arbeitete Schneider vom 1. November 1923 bis zum 15. September 1924 unter Anleitung des Pfarrers und Missionsinspektors Erich Schnepel (1893–1986) vor allem unter der Arbeiterschaft im Berliner Osten, um zusammen mit anderen Kandidaten für ein evangelisches Pfarramt die praktische Arbeit eines christlich-sozial engagierten Glaubenswerkes kennen zu lernen.
Ende Januar 1925 wurde er in Hochelheim in der Kirche seines Vaters ordiniert und trat dann in Essen-Altstadt seine erste Stelle als Hilfsprediger an (heute Pfarrer zur Anstellung). Am 10. Januar 1926 erlitt der Vater während der Predigt in Dornholzhausen einen Schlaganfall und starb drei Tage später, am 13. Januar.

### 1926–1934: Pfarrer von Hochelheim und Dornholzhausen

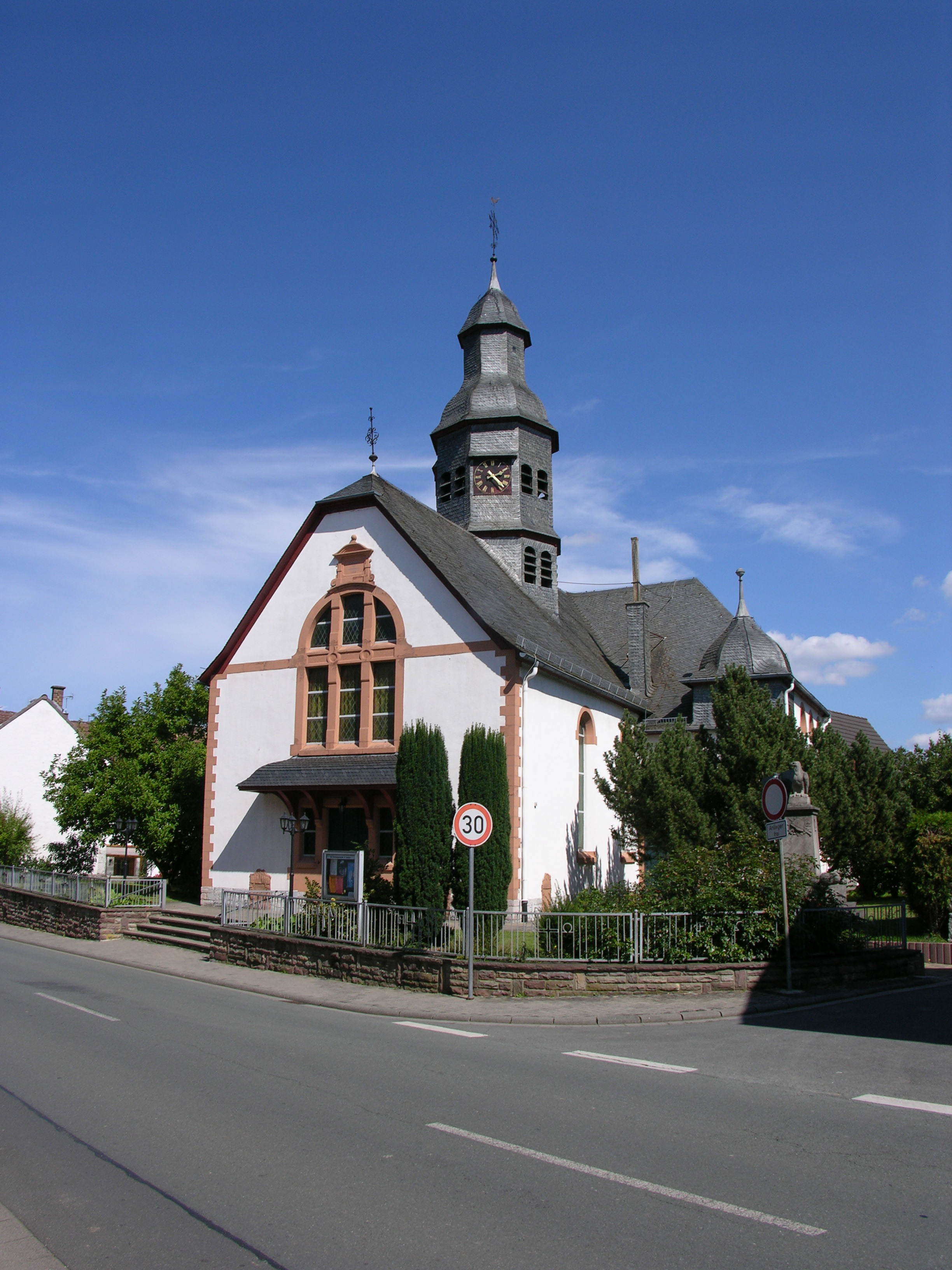
Hochelheim bei Wetzlar, evangelische Pfarrkirche

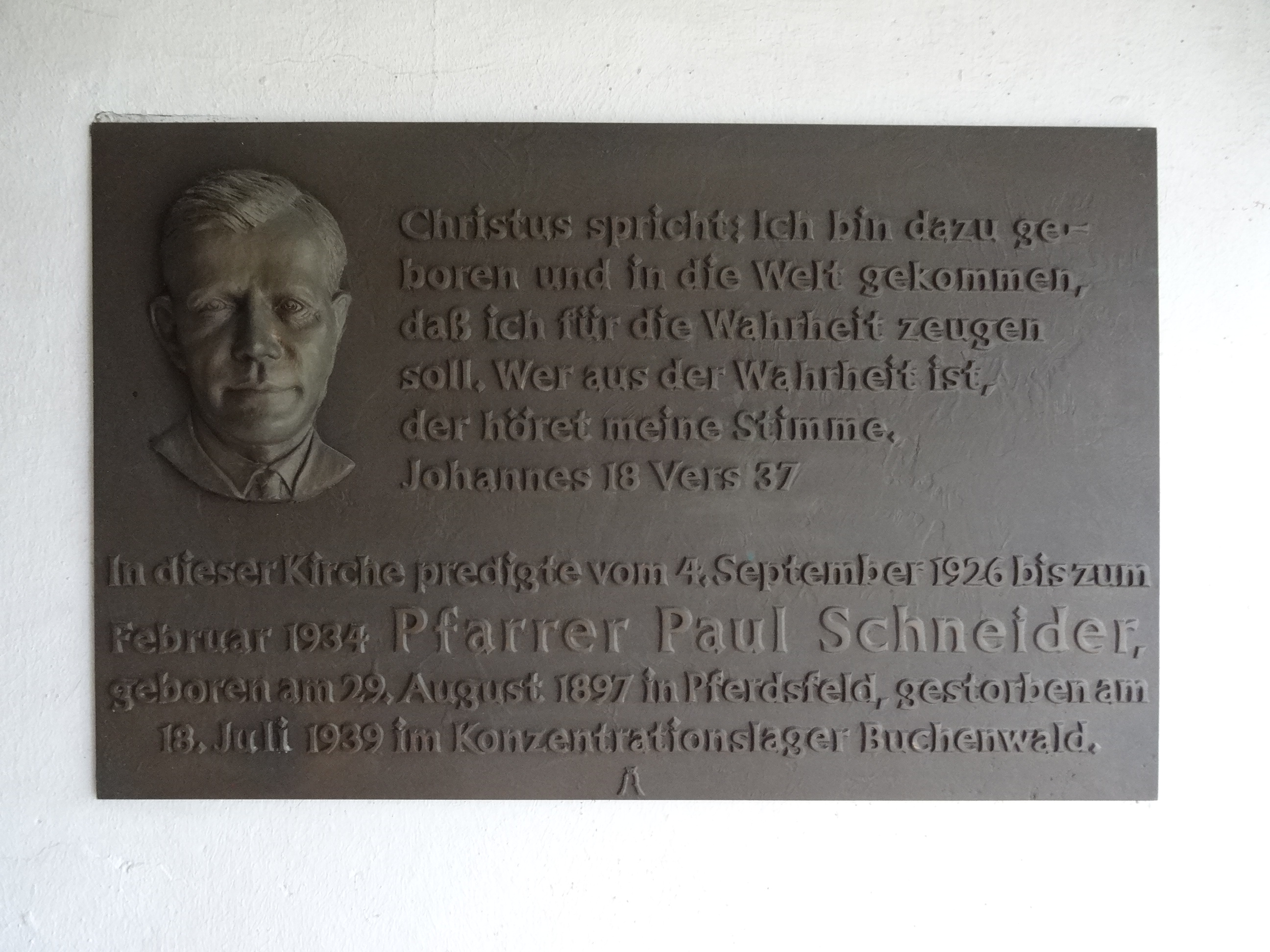
Gedenktafel in der evangelischen Kirche Dornholzhausen

Auf Bitten der beiden Gemeinden erlaubte die Kirchenleitung Paul Schneider, am 4. September 1926 die Nachfolge seines Vaters in Hochelheim und Dornholzhausen anzutreten. Die Besetzung einer Pfarrstelle erfolgt alternierend durch Pfarrwahl der Gemeinde oder Besetzung durch die Kirchenleitung.
Da seine berufliche Zukunft nun gesichert war, erlaubten Margaretes Eltern die Eheschließung der Brautleute. Noch vor seiner Amtseinführung heiratete er am 12. August 1926 in Weilheim Margarete Dieterich. Die Trauung vollzog sein Schwiegervater Pfarrer Karl Dieterich. Aus der Ehe gingen sechs Kinder hervor. Die Familie Schneider wohnte von dieser Zeit bis zum Frühjahr 1934 im Pfarrhaus von Hochelheim.
Die ersten Jahre im Pfarramt waren von den alltäglichen Problemen einer ländlichen Gemeinde geprägt. Erst Anfang der dreißiger Jahre erreichte die Weltwirtschaftskrise mit ihren Auswirkungen in Deutschland auch die Dörfer Hochelheim und Dornholzhausen. Als eine Folge davon bekam die NSDAP immer mehr Zulauf. Auch wenn Paul Schneider am Anfang unschlüssig war, was von Hitler zu halten sei, war ihm spätestens nach der Machtergreifung klar, dass die Ziele der Nationalsozialisten nicht mit den Aussagen der Bibel in Einklang zu bringen waren, auch wenn dies manche Christen versuchten.
Am 21. März 1933 kam der neue Reichstag zusammen. Anlässlich dieses Tages sollten von 12.00 Uhr bis 12.30 Uhr im ganzen Land die Glocken geläutet werden. Nachdem dies um 9 Uhr im Dorf bekannt gegeben worden war, beantragte ein Hochelheimer Gemeindeglied, dass dies auch in der evangelischen Kirche des Ortes geschehen solle. Ein kirchlicher Erlass zur Sache war nicht ergangen. Noch am Vormittag kamen die vier Presbyter zu einer kurzfristig einberufenen Sitzung im Pfarrhaus zusammen, um über diesen Antrag zu beraten. Schneider plädierte:

„Nicht nur um des Übergriffs der NSDAP und der kommunalen Behörden in die Rechte der Kirche willen, sondern auch um der politischen Zurückhaltung willen seitens der Kirche und um deutlich zu machen, daß wir nicht Staatskirche sind, bittet der Vorsitzende, den Antrag abzulehnen, ohne damit dem nationalen Tag irgendwie zu nahe zu treten.“

Auf den Einwand eines Presbyters, „um der nationalen Bedeutung willen“ dennoch die Glocken zu läuten, stellte sich das Presbyterium gegen Schneider. Zugleich beschloss es aber, „daß es für die Zukunft ähnliche Eingriffe in die Rechte der Kirche … zurückweist“.
Da bereits im Laufe des Jahres 1933 den Kirchen erste Einschränkungen auferlegt wurden – unter anderem sollten die Pfarrer dafür sorgen, dass keine „Nichtarier“ an den Gottesdiensten teilnahmen –, gründete sich im September 1933 der Pfarrernotbund, der auf der Barmer Bekenntnissynode im Mai 1934 zur Bekennenden Kirche wurde. Gemeinsam wollte man den Einfluss, den die Nationalsozialisten auf die Kirche ausübten, zurückdrängen. Paul Schneider fand sofort seinen Platz in dieser Bewegung. Dabei ist von Anfang an klar gewesen, dass bei ihm auch die Maßstäbe des politischen Handelns ausschließlich vom Evangelium her gesetzt waren. Da er wegen seines „schriftgemäßen Verstandes der Abendmahlsfeier und der ernst zu nehmenden Beichtfrage“ im Konflikt mit seinem Presbyterium stand und zudem wegen freimütiger Äußerungen über ihm anstößig erscheinende Zeitungsartikel von Joseph Goebbels und Ernst Röhm auch dem Druck staatlicher Stellen ausgesetzt war, konnte er schließlich nach Ansicht der Kirchenleitung nicht länger in Hochelheim bleiben.

### 1934–1939: Pfarrer von Dickenschied und Womrath

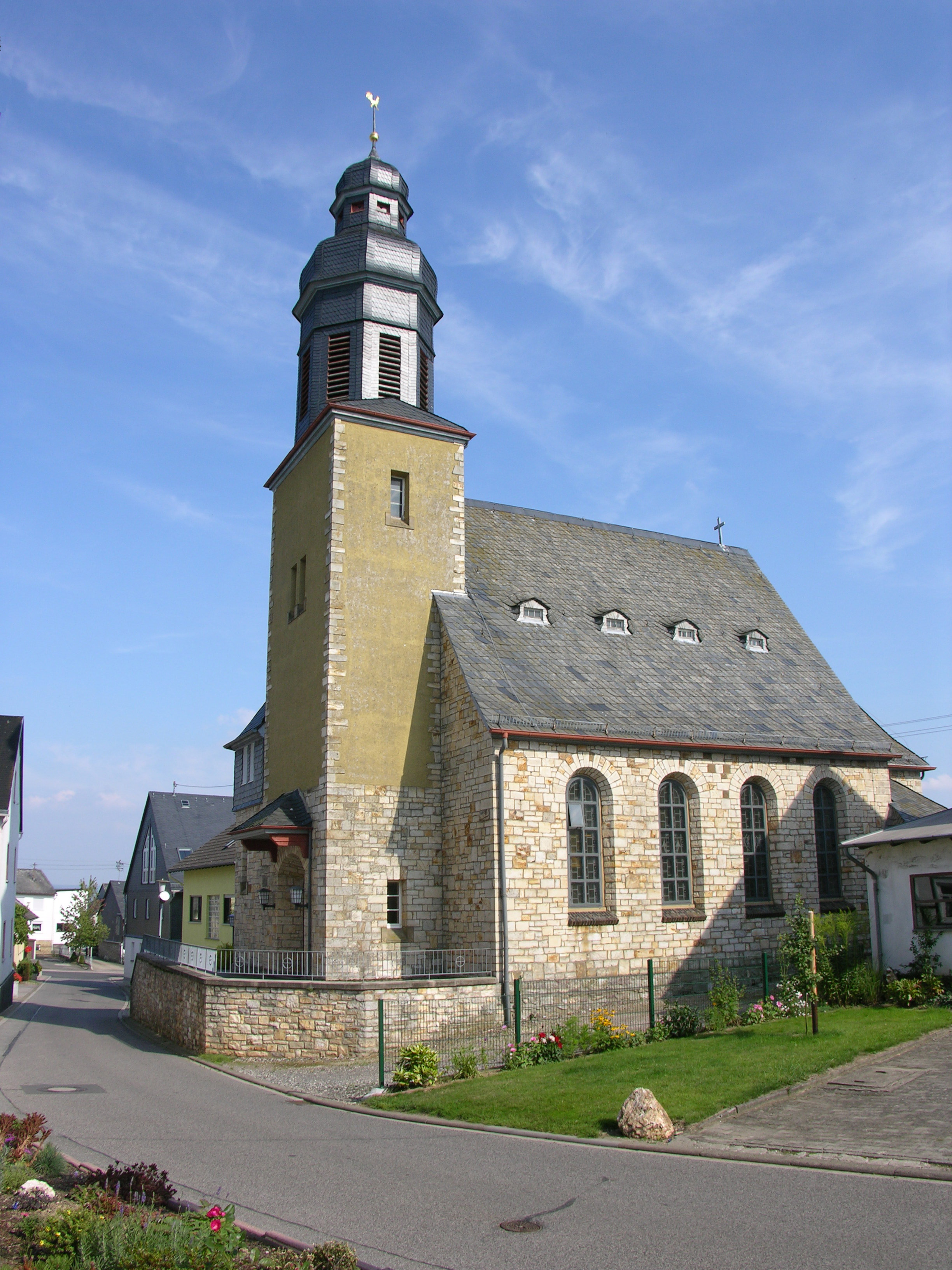
Dickenschied im Hunsrück, evangelische Pfarrkirche

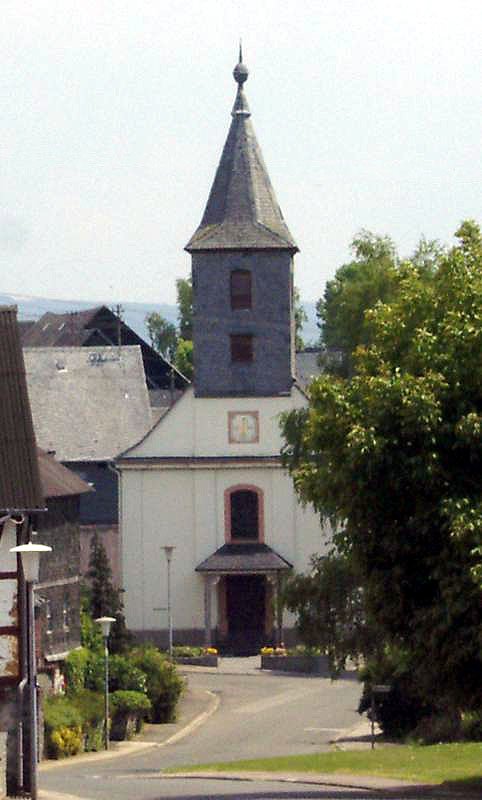
Womrath im Hunsrück, evangelische Pfarrkirche

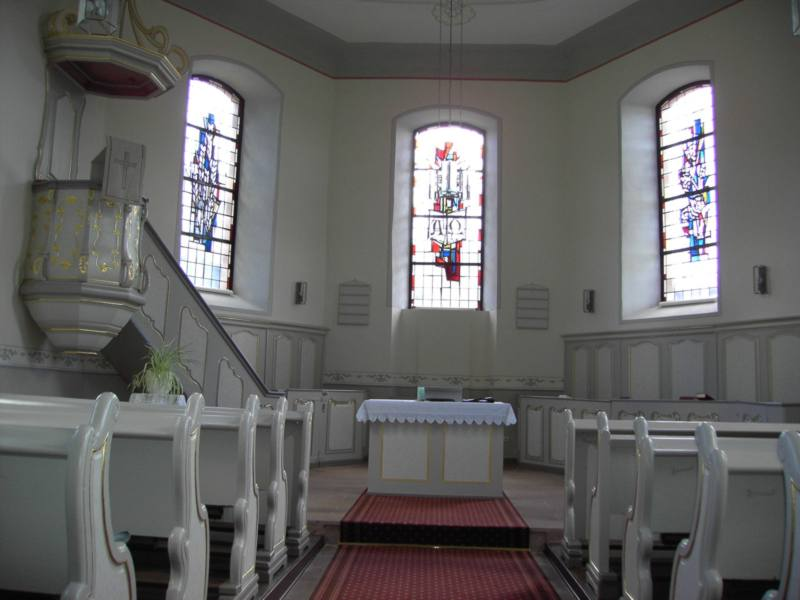
Womrath im Hunsrück, evangelische Pfarrkirche

Paul Schneider bewarb sich auf die freie Pfarrstelle der zum Kirchenkreis Simmern gehörenden, pfarramtlich verbundenen, reformierten Evangelischen Kirchengemeinden Dickenschied und Womrath im Hunsrück und wurde von den dortigen Presbyterien gewählt. Der Simmerner Superintendent Gillmann führte Schneider am 8. Mai 1934 in sein Amt ein, das er bis zu seinem Tod am 18. Juli 1939 innehaben sollte. Für Schneider war es die Rückkehr in die Hunsrücker Heimat, die er sehr genoss, zumal er Dickenschied aus seiner Kindheit noch gut kannte, als Walter Schneider, ein Bruder seines Vaters, die Pfarrstelle von 1901 bis zu seiner Pensionierung im August 1925 innehatte.
In den beiden reformierten Gemeinden befasste sich Schneider erstmals eingehend mit dem Heidelberger Katechismus und trat schließlich dem „Coetus reformierter Prediger“ bei.

#### 1934–1936: Weitere Konflikte mit dem NS-Staat
Kurz nach Antritt der neuen Pfarrstelle ergab sich der nächste Konflikt zwischen ihm und der NSDAP: Bei der Beerdigung des Hitlerjungen Moog in der Nachbarkirchengemeinde Gemünden sagte der NS-Kreisleiter Heinrich Nadig, dass der Verstorbene in den himmlischen Sturm Horst Wessels eingegangen sei. Daraufhin äußerte Paul Schneider, ob es einen himmlischen Sturm Horst Wessels gebe, wisse er nicht, aber Gott möge den Jungen segnen und ihn in sein Reich aufnehmen. Da trat der Kreisleiter noch einmal vor und wiederholte seine Aussage. Empört entgegnete Paul Schneider: „Ich lege Protest ein. Dies ist eine christliche Beerdigung und ich bin als evangelischer Pfarrer verantwortlich dafür, dass das Wort Gottes unverfälscht verkündet wird!“ Schweigend ging man nun auseinander. Dieses Aufeinanderprallen von Staat und Kirche führte am Tag darauf, dem 13. Juni 1934, zu Schneiders erster Verhaftung. Diese als „Schutzhaft“ deklarierte Maßnahme sollte eine Woche dauern.
Schneider hatte sich mit seiner Gemeinde gleich zu Beginn seiner Amtszeit der Bekennenden Kirche angeschlossen. Die zweite Synode der Bekennenden Kirche der Evangelischen Kirche der altpreußischen Union verabschiedete am 5. März 1935 ein Wort an die Gemeinden gegen das „Neuheidentum“ der „rassisch-völkischen Weltanschauung“, die von allen bekenntnistreuen Pfarrern am 17. März im Gottesdienst verlesen werden sollte. Das Reichsministerium des Innern verbot die Abkündigung und die Gestapo verlangte von allen Pfarrern entsprechende Erklärungen; Schneider verweigerte diese und wurde darum vom 16. März bis zum 19. März in Kirchberg inhaftiert.
Am 29. März 1936 fand eine Reichstagswahl statt. Paul und Margarete Schneider gingen nicht zur Wahl, da auf dem Wahlzettel nur ein „Ja“ angekreuzt werden konnte. In der Nacht auf Ostern, also dem nächsten Sonntag, wurde das Pfarrhaus beschmiert: „Er hat nicht gewählt! Vaterland? Volk, was sagst du?!“ Diese Schrift wurde noch vor dem Ostergottesdienst in Dickenschied von Gemeindemitgliedern beseitigt.

#### 1936–1937: Konfrontationen in der Gemeinde
Seit 1933 unterrichteten die beiden Lehrer der evangelischen Volksschulen in Dickenschied und Womrath eine „deutsche Glaubenslehre“, die den nationalsozialistischen Lehren entsprach. Dazu gingen zwei Familienväter aus Womrath gegen Schneider vor und versuchten, ihre Kinder aus dem Kindergottesdienst und dem Konfirmandenunterricht herauszuholen und in Gemünden, wo ein deutsch-christlicher Pfarrer amtierte, konfirmieren zu lassen. Versuche Schneiders, vermittelnde Gespräche zu führen, wurden abgewiesen. Ein Dimissoriale kam für Schneider nicht in Frage, da eine deutsch-christliche Gemeinde wie die damalige Evangelische Kirchengemeinde Gemünden nicht mehr als kirchentreu angesehen werden könne. Das Womrather Presbyterium stimmte darin mit seinem Pfarrer überein und entschloss sich, die beiden Womrather Familienväter von allen kirchlichen Rechten, unter anderem vom Abendmahl, auszuschließen. Aufgrund ihrer Lehre sollten auch die beiden Lehrer unter Kirchenzucht genommen werden. Theologische Grundlage für diese Maßnahme waren die Fragen 82–85 des Heidelberger Katechismus. Dafür bedurfte es zudem außer dem Presbyteriumsbeschluss der dreimaligen Abkündigung im Gottesdienst. Das Dickenschieder Presbyterium zog im letzten Moment seinen Beschluss zurück. In Womrath kam es nur zu zwei diesbezüglichen gottesdienstlichen Abkündigungen, da Schneider vor der dritten verhaftet wurde. Zunächst wurde die Verhaftung zurückgestellt, da er sich im März 1937 bei einem Motorradunfall ein Bein gebrochen hatte und im Krankenhaus lag. Doch am 31. Mai 1937 wurde der Haftbefehl vollstreckt: Schneider wurde bis zum 24. Juli im Koblenzer Gestapo-Gefängnis in „Schutzhaft“ gehalten.

#### Sommer und Herbst 1937: Ausweisung und letzte Inhaftierung
Schneider wurde in Wiesbaden freigelassen. Man eröffnete ihm, dass er Aufenthaltsverbot für die Rheinprovinz habe, also auch für seine Gemeinden im Hunsrück. Nach seiner Entlassung hielt er sich deswegen zunächst eine Weile im hessischen Eschbach sowie in Baden-Baden auf. Als er aber von seinen Presbyterien gebeten wurde zurückzukehren, machte er sich auf den Weg nach Dickenschied zu seiner Frau und den sechs Kindern, nicht ohne gegenüber dem Regierungspräsidenten, dem Reichsinnenminister und sogar der Reichskanzlei seine Entscheidung ausführlich zu begründen. Es ging dabei um die Frage, ob der Staat das Recht habe, in die Kirche hinein zu regieren. Mit Ausweisungen von Christen aus ihren Provinzen unterlief der Staat die von Schneider faktisch vertretene Trennung von Kirche und Staat. Schneider hielt am 3. Oktober 1937 den Gottesdienst zum Erntedankfest in Dickenschied. Auf dem Weg zum Gottesdienst in Womrath, der am Nachmittag stattfinden sollte, wurde er, weil Dickenschieder inzwischen die Polizei in Kirchberg benachrichtigt hatten, verhaftet und wieder in das Gefängnis der Geheimen Staatspolizei Koblenz gebracht.

#### 1937–1939: KZ Buchenwald

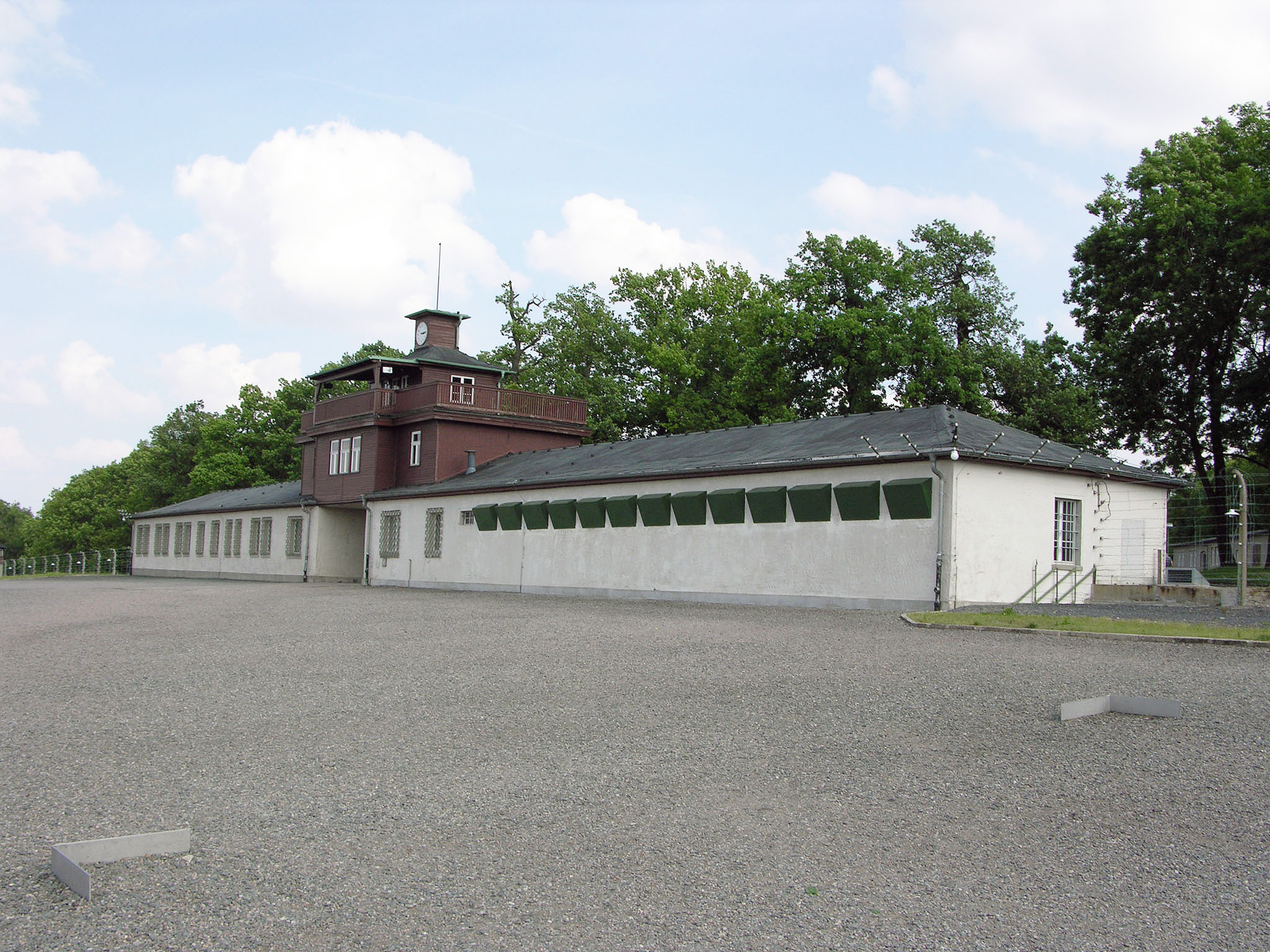
Gedenkstätte Buchenwald, Arrestgebäude („Bunker“)

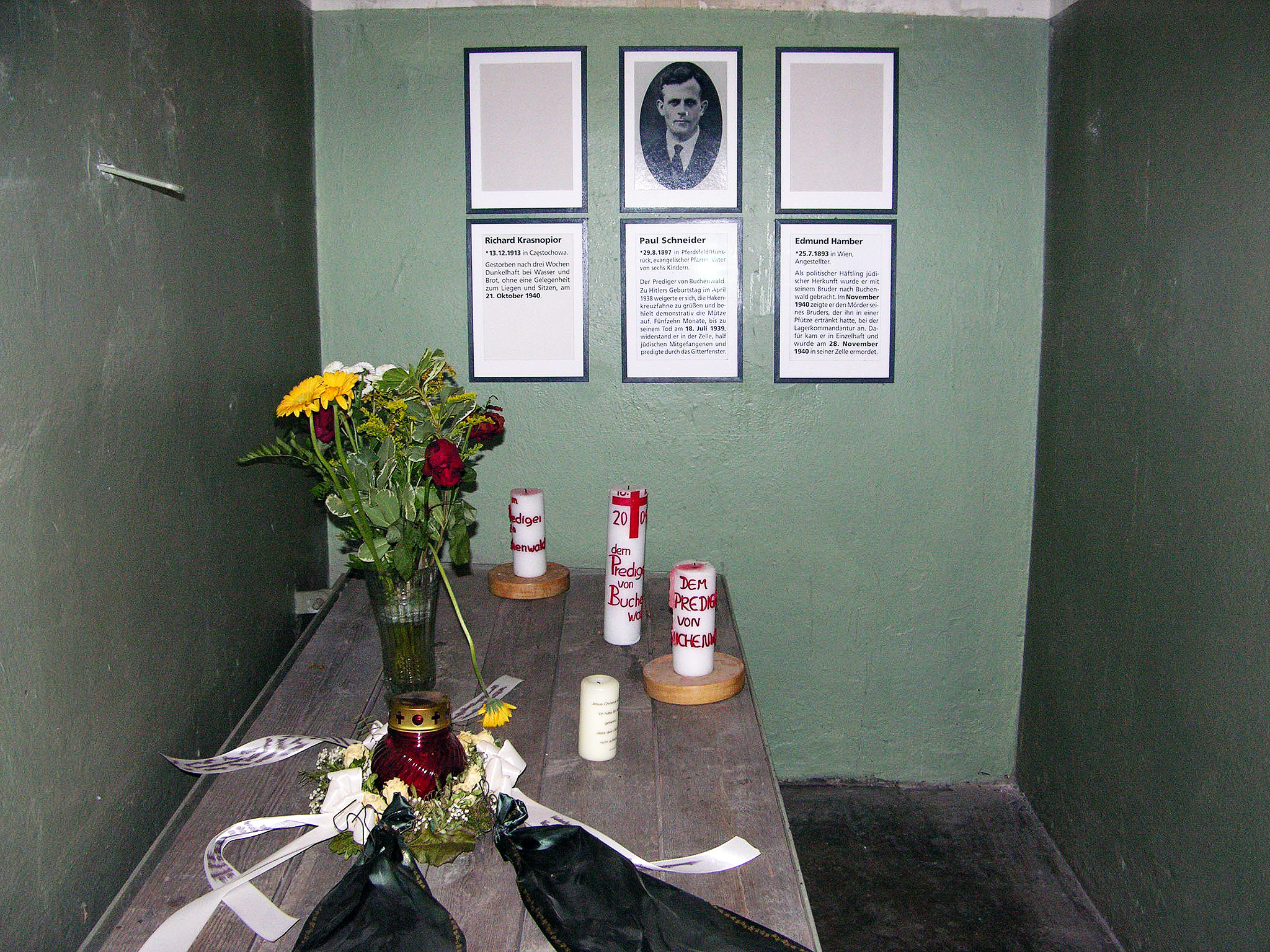
Zelle im Bunker, christliche Gedenk- und Pilgerstätte Paul Schneiders in der Gedenkstätte Buchenwald

Am 27. November 1937 wurde Paul Schneider nach Weimar in das neu errichtete KZ Buchenwald verlegt, wo er Zwangsarbeit verrichten musste. Der Arbeit im Straßenbau und an weiteren Stellen konnte er aufgrund seiner guten körperlichen Verfassung standhalten, manchmal sogar für andere Häftlinge Arbeit mit übernehmen.
Als er bei einem Fahnenappell anlässlich des Führergeburtstages am 20. April 1938 den Hitlergruß verweigerte, seine Mütze nicht abnahm und als Begründung angab: „Dieses Verbrechersymbol grüße ich nicht!“, wurde er öffentlich mit Stockschlägen bestraft und in eine Einzelzelle des Arrestgebäudes („Bunker“) gesperrt. Trotz schwerster Misshandlungen unterließ er es auch weiterhin nicht, aus seinem Gefängnis heraus das Evangelium zu verkünden. So wurde er im Konzentrationslager, in dem zu jener Zeit politisch, religiös oder rassisch Verfolgte sowie Kriminelle einsaßen – das „Judenlager“ wurde erst nach den Novemberpogromen 1938 errichtet –, für seine Mitgefangenen zum „Prediger von Buchenwald“. Am Ostersonntag soll er sich trotz größter Schmerzen an den Gitterstäben seiner Zelle hochgezogen und den tausenden von Häftlingen draußen auf dem Appellplatz zugerufen haben: „Kameraden, hört mich. Hier spricht Pfarrer Paul Schneider. Hier wird gefoltert und gemordet. So spricht der Herr: ‚Ich bin die Auferstehung und das Leben!‘“ Weiter kam er nicht. Massive Stockschläge ließen den „Prediger von Buchenwald“ wieder verstummen.
Über ein Jahr lang wurde Paul Schneider in der Einzelzelle gefangengehalten und vor allem vom Aufseher Martin Sommer gequält, bis er körperlich nur noch ein Wrack und dem Tode nahe war. Alle gegen ihn bei einem Sondergericht in Köln anhängigen Verfahren waren am 10. Juni 1938 eingestellt worden, da nur eine geringe Strafe zu erwarten war. Er hätte das KZ auf der Stelle verlassen können, wenn er sich dem Ausweisungsbefehl aus der Rheinprovinz gebeugt hätte, was er aber nicht tat, da er sich unter Berufung auf Apg 5,29  seinen Gemeinden in Dickenschied und Womrath verpflichtet fühlte.
Das rheinische Konsistorium bemühte sich nun, auf der Grundlage veränderter kirchenrechtlicher Regelungen Schneider in den Wartestand zu versetzen. Die kirchenrechtlich vorgeschriebene Anhörung der Gemeinde wollte das Konsistorium vornehmen. Die Gestapo sollte einen Beamten mit der Anhörung Schneiders beauftragen. Die Versetzungsverfügung wurde am 15. Juni 1939 ausgefertigt. In ihr wurden Schneiders „staatsfeindliches Verhalten“ und das „Fehlen einer positiven und vorbehaltlosen Bejahung des heutigen Staates“ und die damit verbundene fehlende Aussicht auf Entlassung aus dem Konzentrationslager als Gründe für die Versetzung in den Wartestand angeführt. Das Schreiben erreichte Schneider nicht mehr vor seinem Tod; so trat es nie in Kraft, was hinsichtlich der Pension für seine Witwe von Bedeutung war.
Zuletzt kam er, von den Haftbedingungen und Misshandlungen schwer gezeichnet und mit Wasser in den Beinen, mehrfach zur medizinischen Behandlung, wobei man ihn so weit wieder herstellte, dass ihm die Folter nicht mehr sofort anzusehen war. Als dies erreicht war, wurde er dort am 18. Juli 1939 von dem Lagerarzt Erwin Ding-Schuler nach dem Bericht des als Arztschreiber eingesetzten KZ-Häftlings Walter Poller durch eine starke Überdosis des Herzmedikaments Strophanthin ermordet. Seine Frau wurde über den Tod ihres Mannes informiert und erhielt die – ansonsten nicht gewährte – Möglichkeit, den Leichnam nach Dickenschied zu holen. Mit Unterstützung reiste Margarete Schneider sofort nach Weimar, konnte den Leichnam ihres Mannes dort im geöffneten Sarg sehen und nahm diesen dann versiegelt in Empfang. Er wurde in das Evangelische Krankenhaus Simmern gebracht, wo er unter Polizeiaufsicht bis zur Beisetzung verblieb.

### Beisetzung
Der Leichnam des Pfarrers wurde nach Dickenschied überführt. Trotz Vorkehrungen seitens der Gestapo fand die Beisetzung, bei der der Gödenrother Kollege Schneiders, Friedrich Langensiepen, die Predigt hielt, unter sehr großer Anteilnahme der Bevölkerung statt. Insgesamt kamen wohl mehr als 1000 Trauergäste, viele von weit her, einige waren aus dem benachbarten Ausland angereist. Unter den Trauernden waren etwa 200 Pfarrer, davon rund 50 im Talar. Katholische Gasthausbetreiber verwiesen Gestapo-Mitarbeiter zu deren Überraschung des Hauses, weil sie selbst an der Beisetzung teilnehmen wollten; dadurch konnte die Überwachung nicht wie geplant stattfinden. „So werden Könige begraben“, soll einer der Gestapomänner angesichts der Hunderte von Beerdigungsgästen gesagt haben. Aufgrund der großen Teilnehmerzahl konnte der Gestapomann seine Aufgabe, nämlich die Teilnehmer zu notieren, nicht erledigen.
Das von den Deutschen Christen beherrschte rheinische Konsistorium beschwerte sich nach der Beisetzung bei der Gestapo, dass sie die Angelegenheit nicht im Griff gehabt habe. Diese öffentlich weithin wirksame Begräbnisfeier hätte verhindert werden müssen.
Für Paul Schneiders Grabmal wurde 1939 vom Bildhauer und Prediger Wilhelm Groß, der selbst aktives Mitglied der Bekennenden Kirche war, eine Holzstele gestaltet.

## 1939–2002: Nach dem Tod Paul Schneiders

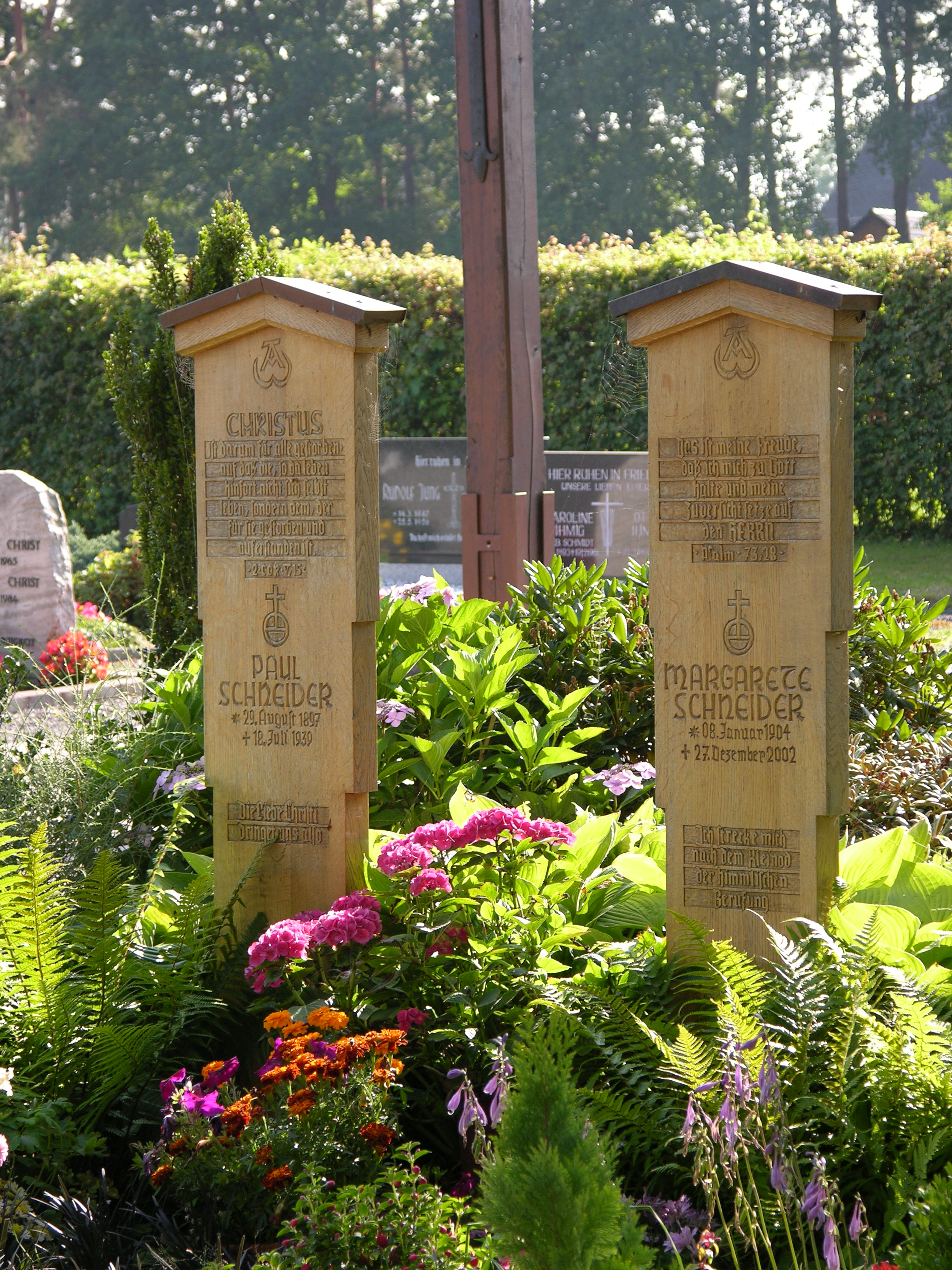
Dickenschied, Grab von Paul und Margarete Schneider

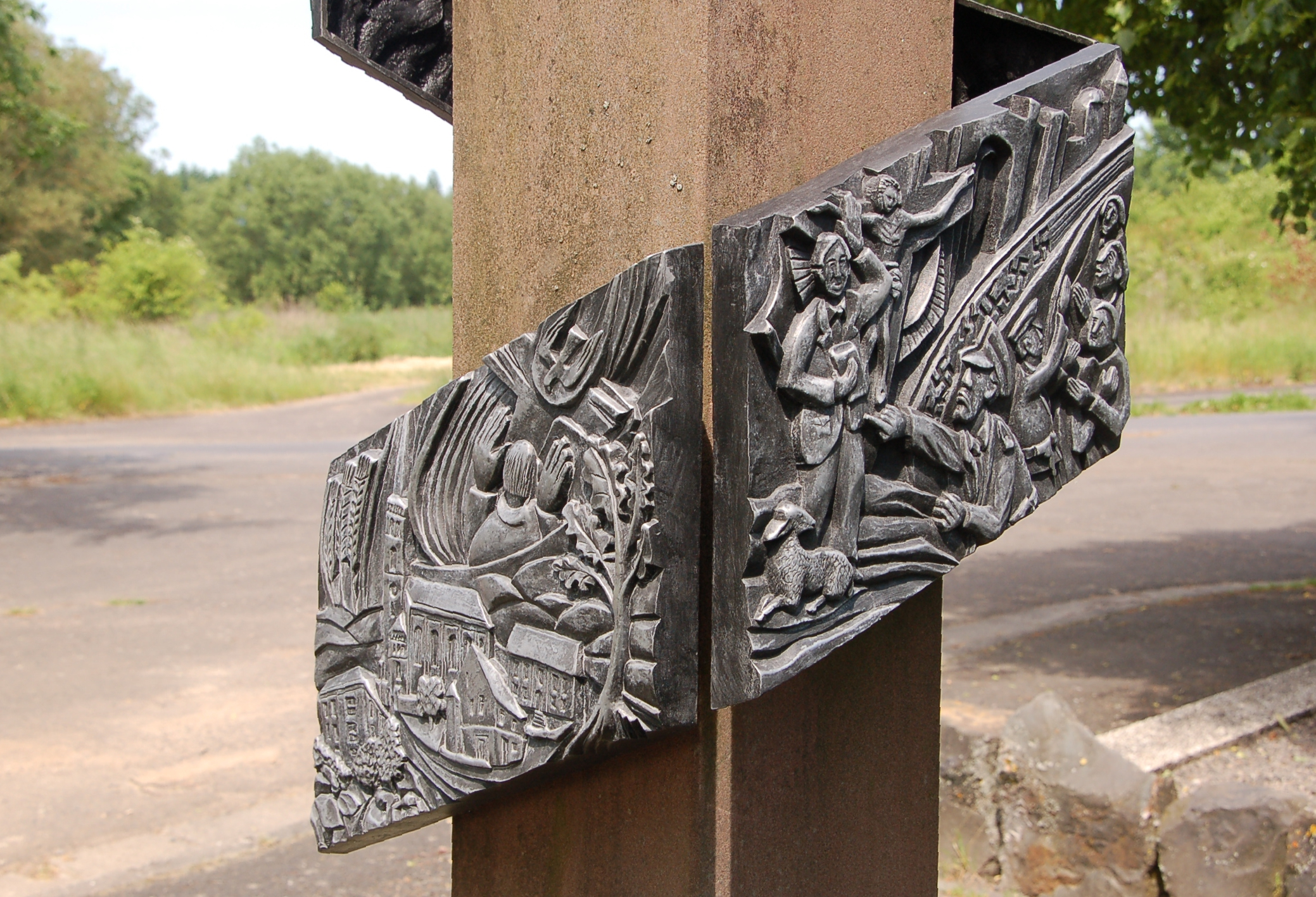
Paul-Schneider-Gedenkstele in Pferdsfeld: „Kindheit in Pferdsfeld“ sowie „Verkündigung und Anfeindung in der Diktatur“

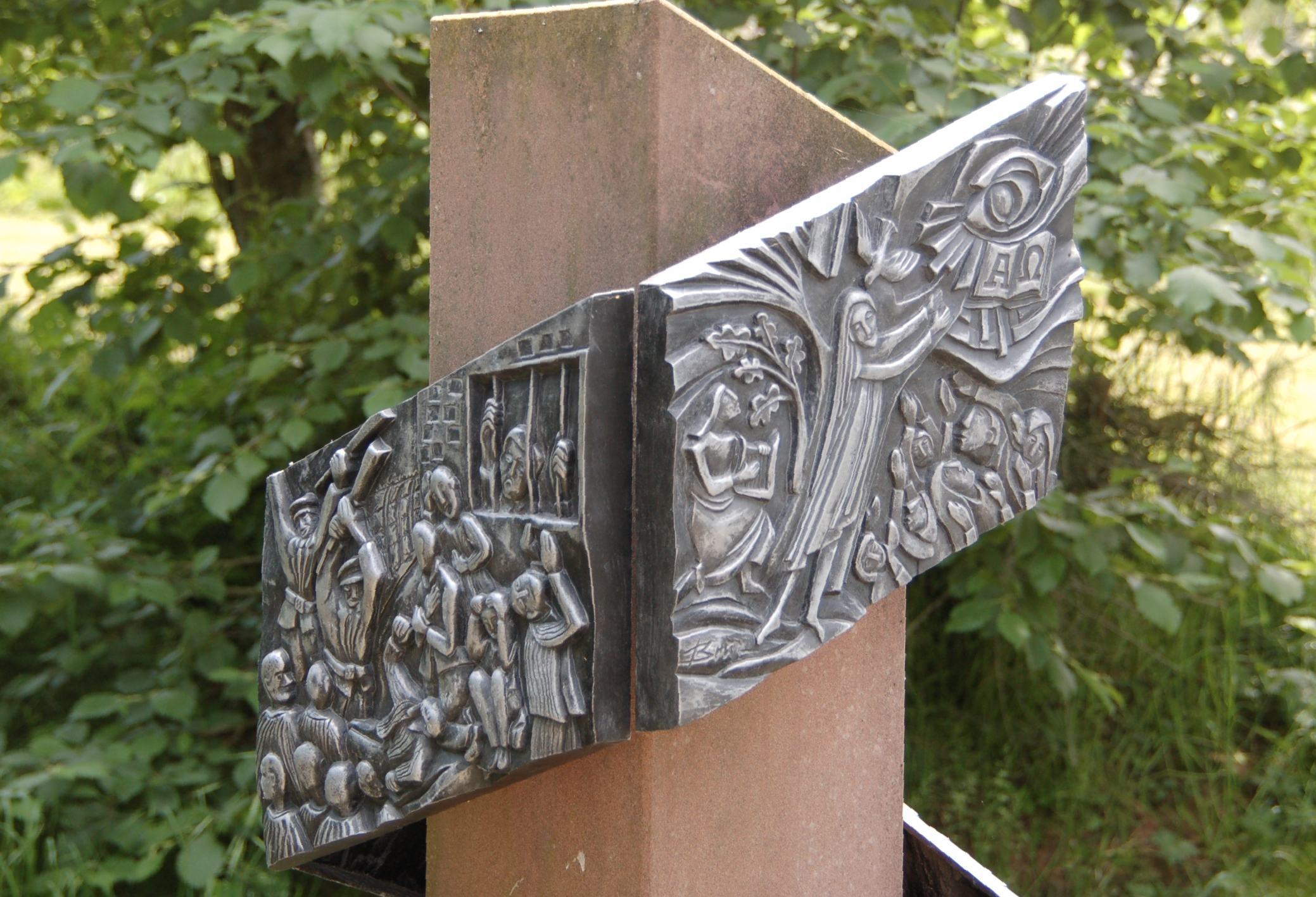
Paul-Schneider-Gedenkstele in Pferdsfeld: „Haft im KZ Buchenwald“ und „Verherrlichung“

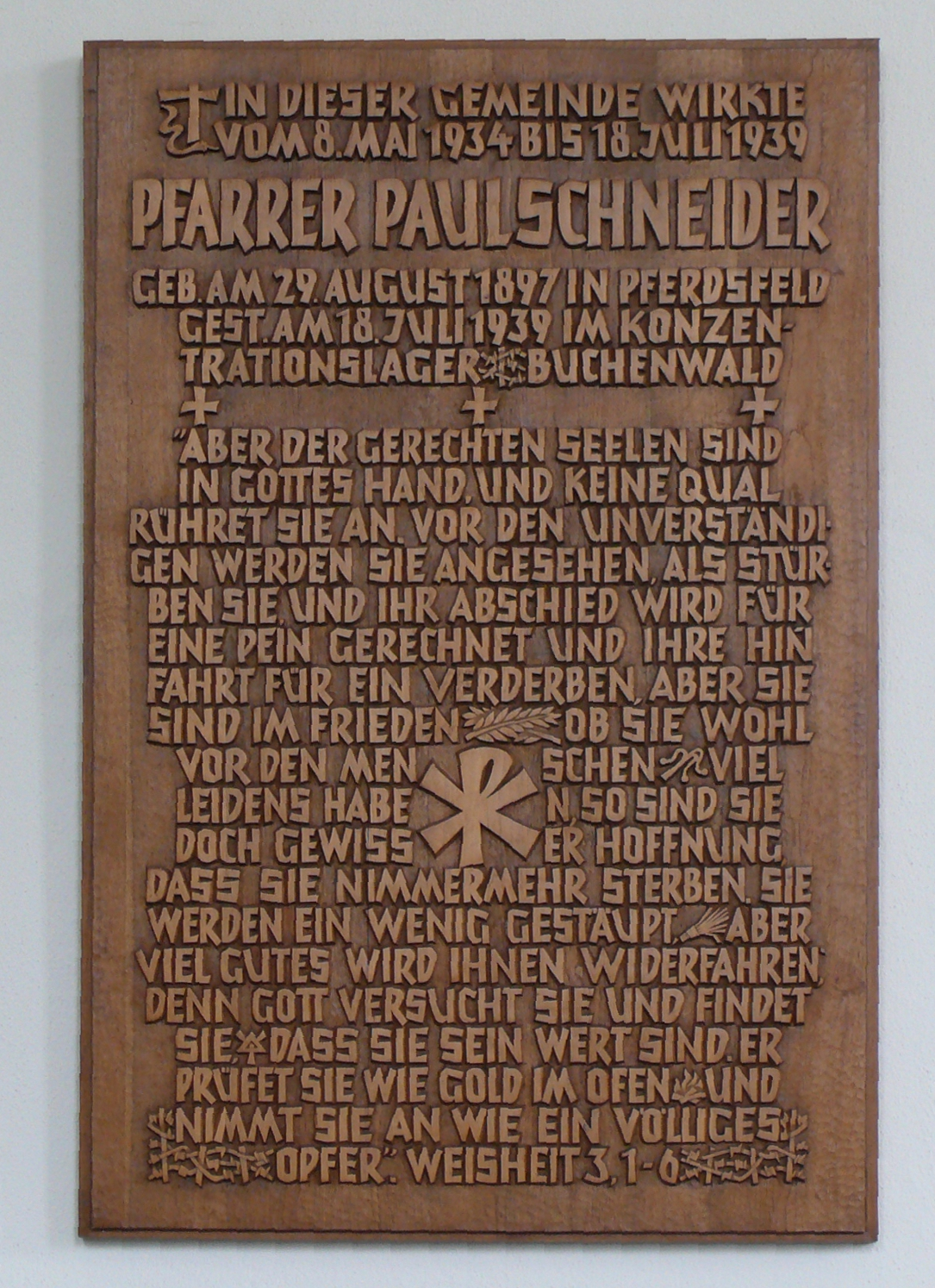
Gedenktafel in der Kirche von Womrath; eine identische Tafel befindet sich in der Kirche von Dickenschied.

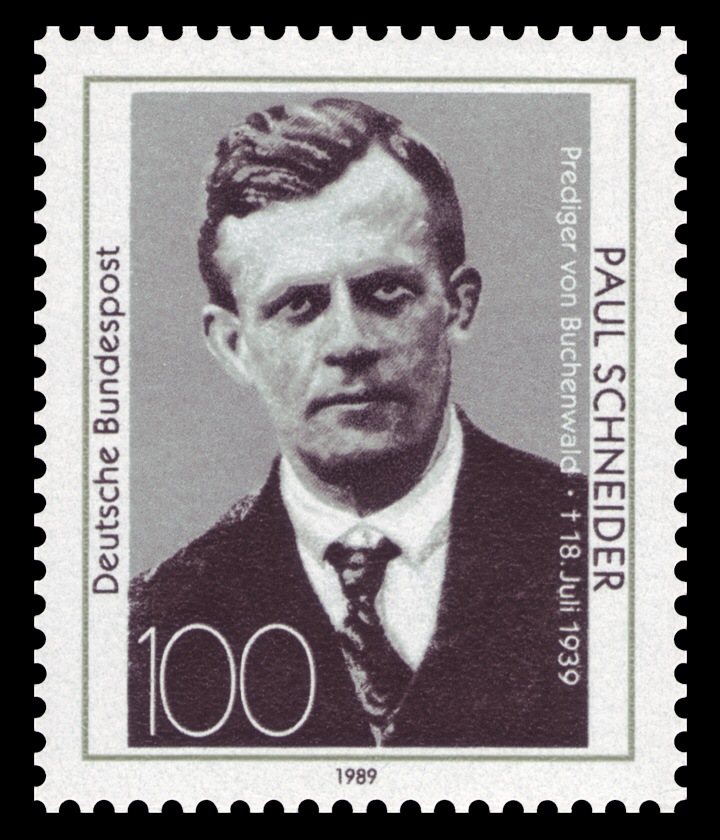
Paul Schneider auf einer Briefmarke der Bundespost 1989

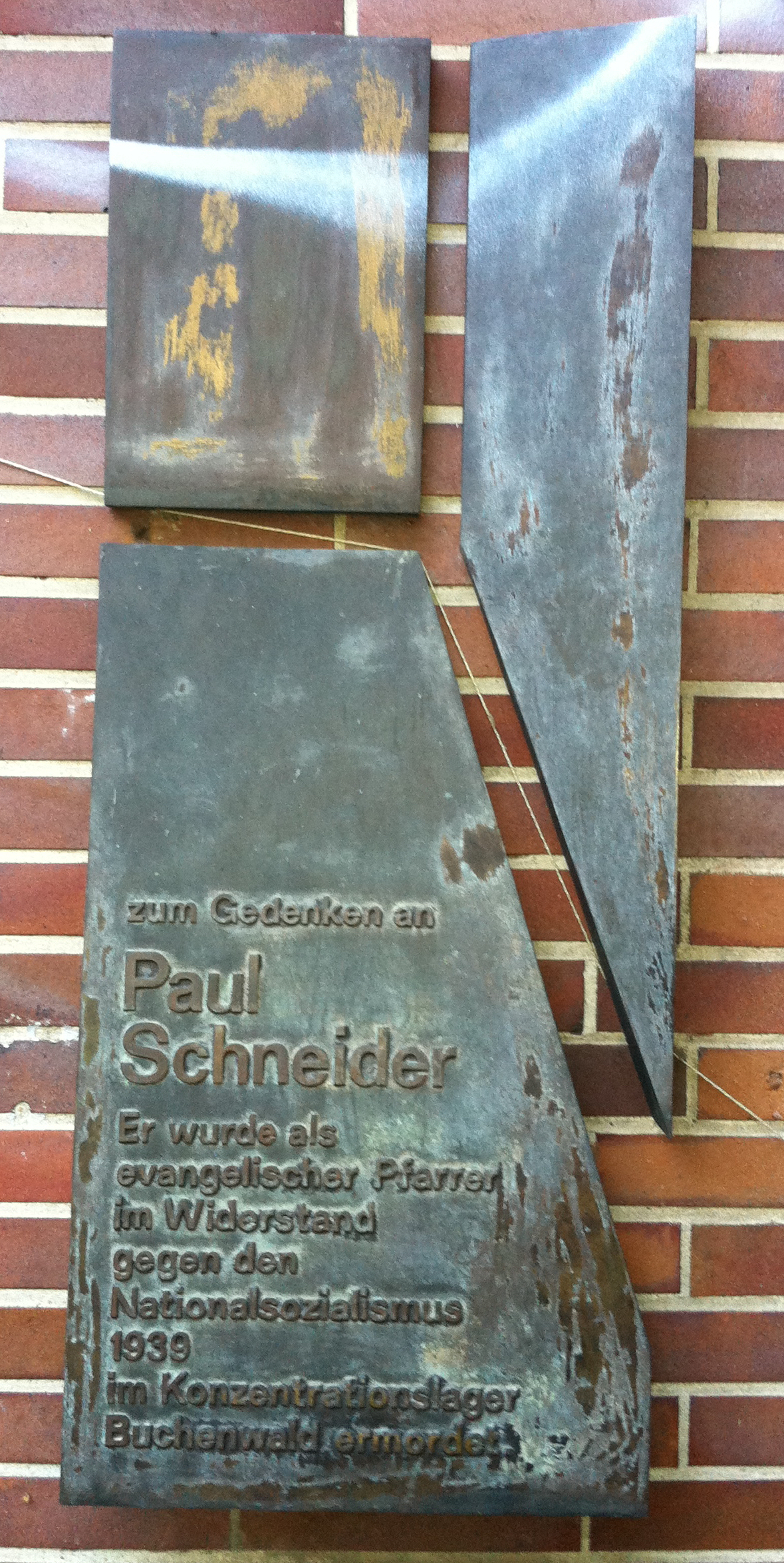
Gedenktafel am Paul-Schneider-Haus der Ev. Luthergemeinde Berlin-Spandau 1989

Margarete Schneider und ihre Kinder zogen im Frühjahr 1940 nach Wuppertal-Elberfeld, wo ihnen die Bekennende Kirche ein Haus besorgt hatte. Infolge von Fliegerangriffen brannte das Haus im Sommer 1943 aus und die meisten Dokumente Schneiders wurden vernichtet. Danach lebten sie und die Kinder zunächst bei ihrer Mutter in Tübingen. Margarete Schneider baute nach dem Krieg die Frauenarbeit der Evangelischen Landeskirche in Württemberg mit auf. Sie gehörte 1952 wie Gustav Heinemann zu den Mitbegründern der Gesamtdeutschen Volkspartei. Ab 1960 lebte Margarete Schneider wieder in Dickenschied, während der letzten Jahre zunehmend auch in Liederbach am Taunus. Sie starb am 27. Dezember 2002 in Schwalbach am Taunus. Sie hatte sich in der gesamten Zeit nach dem Krieg versöhnend in den Dörfern Dickenschied und Womrath engagiert und sprach vielfach in Schulen und an anderen Orten über die Zeit der nationalsozialistischen Diktatur. Für ihr Engagement wurde sie durch die Ernennung zur Ehrenbürgerin von Dickenschied sowie noch kurz vor ihrem Tod durch die Verleihung des Bundesverdienstkreuzes geehrt. Sie wurde in Dickenschied neben ihrem Mann beigesetzt.
Anlässlich der Neugestaltung des Grabes nach ihrer Beerdigung entschloss sich die Familie, die 1939 geschaffene Stele an Paul Schneiders Grab durch zwei neue im gleichen Stil ersetzen zu lassen; die beiden heutigen Stelen sind heller und haben einen spitzen statt eines runden Abschlusses am oberen Ende.

## Würdigungen
Dietrich Bonhoeffer sah Paul Schneider als den ersten Märtyrer der Bekennenden Kirche an, als er in London bei seiner emigrierten Zwillingsschwester Sabine Leibholz von dessen Tod erfuhr.
Sieben Tage nach Schneiders Tod verfasste der anglikanische Bischof von Chichester, George Kennedy Allen Bell, ein Mitglied der ökumenischen Bewegung und Freund Bonhoeffers, einen Bericht über die Ermordung Schneiders in Buchenwald, in dem er den Pfarrer aus Dickenschied als deutschen Märtyrer bezeichnet. Dieser Bericht erschien am 27. Juli 1939 als ein „Letter to the editor“ in der Times.
Nach der Beerdigung wurde ohne Ort, Jahr oder Herausgeberbenennung eine 43-seitige Broschüre mit Titel Paul Schneider zum Gedächtnis und Titelblatt mit eingerahmtem schwarzen Kreuz veröffentlicht. Sie enthielt nach Bild und Todesanzeige des Bruderrats in Barmen, Lebenslauf, Ansprache anlässlich der Kirchenzuchtsmaßnahme, Briefe aus Gefangenschaft und KZ, die Predigt, die der Kleinicher Pfarrer Hermann Lutze am Abend vor Schneiders Beisetzung in einer Andacht in Womrath gehalten hatte, die Beschreibung der Beerdigung und die Predigt, die Pfarrer Friedrich Langensiepen im Trauergottesdienst gehalten hatte; die Formulierungen sind durchweg vorsichtig gehalten.
1945, zum sechsten Todestag, wurde in Dickenschied ein erstes offizielles Gedenken mit Gedenkgottesdienst und anschließenden Ansprachen auf dem Friedhof „mit Teilnahme der Behörden“ veranstaltet, die in der 26-seitigen Broschüre „… und sollst mein Prediger bleiben …!“ (Jer. 15,19) der Buchdruckerei Walter aus dem benachbarten Kirchberg festgehalten wurde.
Im Jahr 1957 wurde in Weimar eine Straße nach ihm benannt. In Weimar wurde zudem 1986–1988 ein Evangelisches Gemeindezentrum Paul Schneider erbaut.

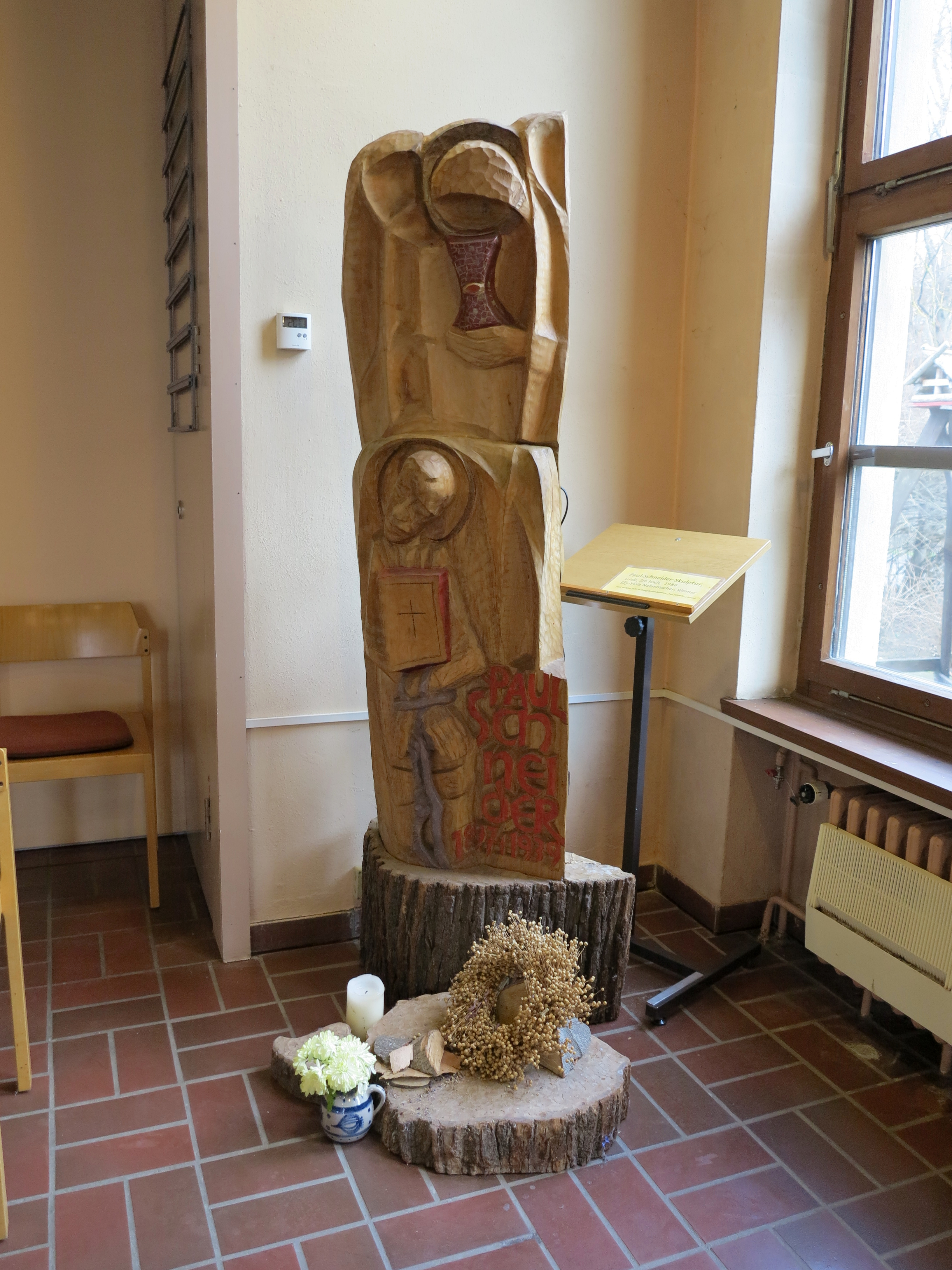
Holzplastik Paul Schneider von Elly-Viola Nahmmacher im Paul-Schneider-Gemeindezentrum in Weimar

In mehreren deutschen Städten und Gemeinden sind Straßen, christliche Gemeindehäuser (etwa das Evangelische Gemeindezentrum Paul Schneider in Weimar) und Schulen (etwa das Paul-Schneider-Gymnasium in Meisenheim am Glan) nach ihm benannt. Anlässlich seines 100. Geburtstages wurde am 29. August 1997 an seinem Geburtsort eine Stele mit vier Bronzetafeln des Kirn-Sulzbacher Künstlers Karlheinz Brust enthüllt. Die 2011 gestohlenen Tafeln wurden 2012 durch Nachbildungen aus Aluminium ersetzt; sie wurden am 1. Advent enthüllt.
Mit seinen Predigten im KZ und dem Hinausrufen von Bibelworten auf den Appellplatz wusste er nicht nur Christen zu trösten, wie der Jude Ernst Cramer, der Ende 1938 wie Schneider in Buchenwald inhaftiert war, noch im Jahr 2000 in dem Film Ihr Massenmörder – ich klage euch an bezeugte.
Papst Johannes Paul II. würdigte im Rahmen des Märtyrergedenkens am 7. Mai 2000 im Kolosseum zu Rom zwei Zeugen Christi namentlich. Einer davon war Paul Schneider. Er sagte: „Genauso überzeugt [wie der orthodoxe Metropolit von St. Petersburg Benjamin, 1922 ermordet] bekräftigte der … [evangelische] Pastor Paul Schneider aus seiner Zelle in Buchenwald gegenüber seinen Aufsehern: ‚So spricht der Herr: Ich bin die Auferstehung und das Leben!‘“ Nach dem Jahr 2000 und der Würdigung von Paul Schneider durch Papst Johannes Paul II., der die ökumenische Dimension des Martyriums im 20. Jahrhundert betonte, wird sein Leben auch in der römisch-katholischen Kirche mit größerer Aufmerksamkeit wahrgenommen und gewürdigt.

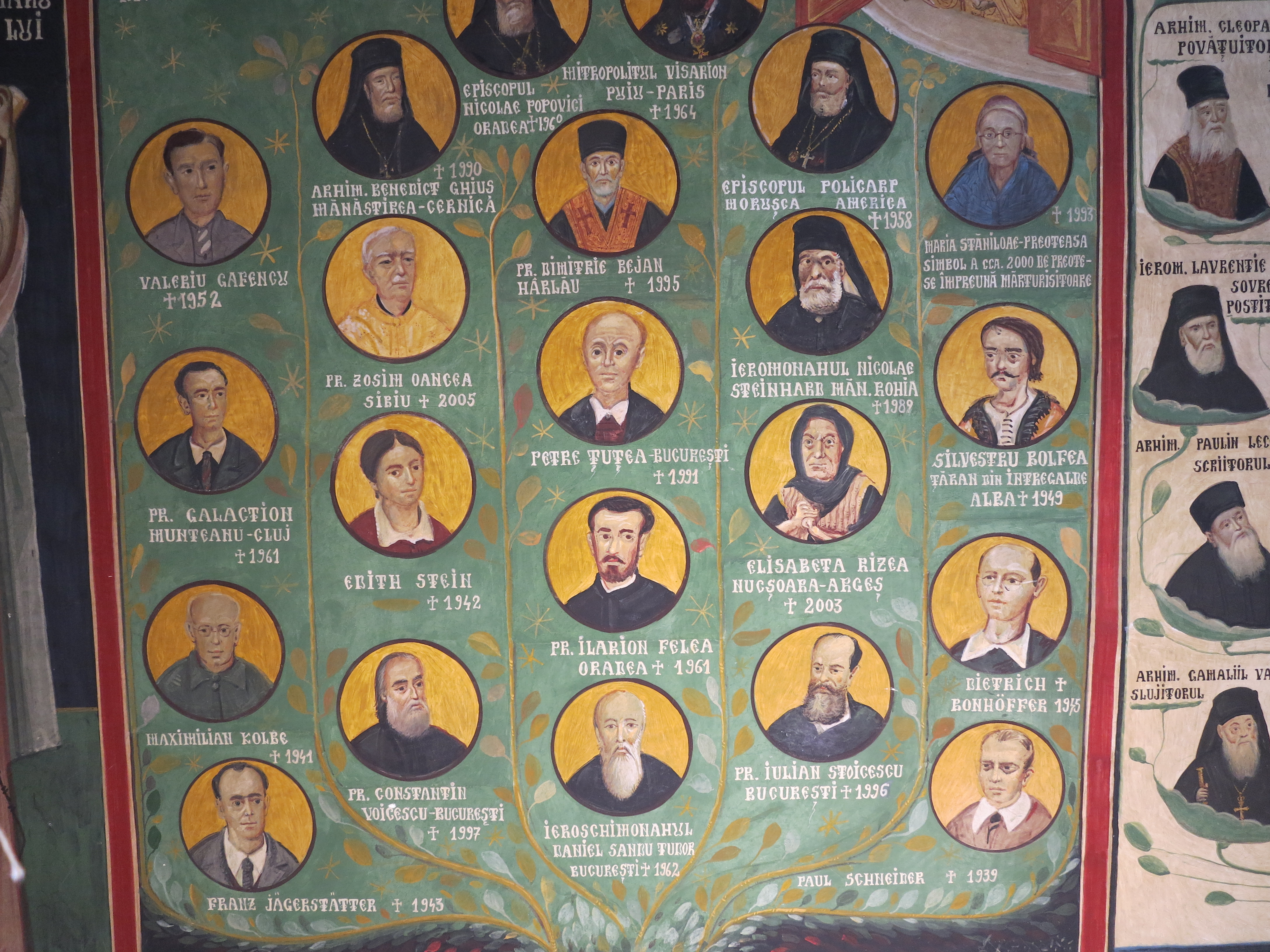
Ausschnitt aus dem „ökumenischen Lebensbaum“, rechts unten Paul Schneider, Foto Juli 2021

Die Rumänische Orthodoxe Kirche in Nürnberg, zugleich Sitz der Metropolie, ehrt in einem „ökumenischen Lebensbaum“ die Katholiken Maximilian Kolbe, Edith Stein, Franz Jägerstetter und die evangelischen Christen Dietrich Bonhoeffer und Paul Schneider.
Am 12. Oktober 2002 wurde die von Renata Sciachì und künstlerischen Mitarbeitern der Gemeinschaft Sant’Egidio gestaltete Ikone in der römischen Basilika San Bartolomeo eingeweiht. Sie zeigt in der Bildmitte unmittelbar unterhalb der Osterkerze Paul Schneider als Prediger von Buchenwald in seiner Arrestzelle und bezieht sich damit auf die Predigt Johannes Pauls II., in der er auf Schneiders Zeugnis und Predigt der Auferstehung verweist. Am 22. April 2017 fand in San Bartolomeo ein von Papst Franziskus zelebrierter Wortgottesdienst im Gedenken an die „neuen Märtyrer“ statt. In diesem erinnerte Karl Adolf Schneider, Paul Schneiders zweitjüngster Sohn, an seinen Vater.
Zu Ehren von Paul Schneider hält der Wingolfsbund zweijährlich an Christi Himmelfahrt vor jedem Wartburgfest des Wingolfs in Buchenwald eine Gedenkstunde ab.
Der Gedenktag Paul Schneiders im Evangelischen Namenkalender der Evangelischen Kirche in Deutschland ist der 18. Juli, sein Todestag. 2019 (80. Todestag) wurde er in Verkündigungssendungen im Radio gewürdigt.
Neben anderen haben die Evangelischen Pfadfinderinnen und Pfadfinder des VCP ihren Bezirk um Wolfsburg nach Paul Schneider benannt.
2022 fand die Premiere des Musicals „Paul & Gretel – kein Märchen“ des Librettisten Peter Menger statt. Es erzählt die Geschichte von Margarete und Paul Schneider. Die Rahmenhandlung des Musicals ist ein Gespräch zwischen Gretel Schneider, einem Passanten und ihren Enkelkindern.

## Hommagen

### Filme
- Sabine Steinwender, Folkert Rickers: „Ihr Massenmörder – ich klage euch an“. Pfarrer Paul Schneider (ein für Unterrichtszwecke konzipierter Film; englischsprachige Fassung unter dem Titel: “You Mass Murderers – I accuse you”. Reverend Paul Schneider)[27]
- Eva-Maria Schepers (heute Eva-Maria McCormack): „Der Vater und wir. Das Erbe des Paul Schneider.“ Dokumentation SWR 3, Erstausstrahlung am 19.04.1998 (Dokumentarfilm mit Interviews mit Margarete Schneider, Tochter Evamarie Forster und den Söhnen Ernst-Walther Schneider und Karl-Adolf Schneider)[28]

### Dia-Serie
- Gerd Westermayer, Heinz-Günther Ney, Harald Kosub: Paul Schneider. Der Prediger von Buchenwald. Pfarrer-Paul-Schneider-Gesellschaft, Weimar, 2005

### Musical
- Peter Menger: Paul & Gretel – kein Märchen, Premiere 2022